# Kuolema tekee taiteilijan
«Kuolema tekee taiteilijan» (в переводе с фин. — «Смерть создаёт художника») — сингл финской пауэр-метал-группы Nightwish, выпущенный 24 ноября 2004 года лейблом Spinefarm Records, на золотом диске Once. Сингл вышел только в Финляндии и Японии.

## Список композиций
1. «Kuolema tekee taiteilijan»
2. «Creek Mary’s Blood»
3. «Symphony of Destruction» (кавер Megadeth, концертная запись)
4. «Where Were You Last Night» (только на японской версии)
5. «Wish I Had an Angel» (демо) (только на японской версии)
6. «Ghost Love Score» (оркестровая версия) (только на японской версии)

## Чарты
| Чарт (2004—2005)      | Пиковая позиция |
| --------------------- | --------------- |
| Finnish Singles Chart | 1               |

## Участники записи
- Тарья Турунен — вокал
- Туомас Холопайнен — композитор, клавишные
- Эмппу Вуоринен — гитара
- Юкка Невалайнен — ударные
- Марко Хиетала — бас-гитара